# Totalsyntese
Totalsyntese er en særlig gren af organisk syntese, der fokuserer på at fremstillet komplekse organiske forbindelser, særligt stoffer der findes i naturen, ved brug af laboratorietmetoder. Det involverer ofte syntetisering af naturprodukter fra grundlæggende, kommercielt tilgængelig råmaterialer. Slutproduktet i totalsyntese kan også være organometallisk eller uorganisk. Totalsyntese forsøger at lave komplet fremstilling fra simple startprodukter, men modificering eller delvis syntese af disse forbindelse kaldes semisyntese.
Syntese af naturprodukter er et vigtigt værktøj inde for en lang række videnskabelige områder. I organisk kemi bruges det til at teste nye syntetiske metoder og validere og udvikler dem. Inden for medicinalkemi er syntese af naturprodukter vigtig til at skabe bioaktive stoffer, der både kan hjælpe med udviklingen af opdagelse af nye lægemidler og terapeutiske stoffer, samt at skabe stoffer til brug i medicin i stedet for at udvinde dem fra naturen. I kemisk biologi fungerer det som et redskab til at undersøge biologiske systemer og processer. Derudover kan syntese hjælpe med at bekræfte og klarlægge nyligt isolerede storre fra naturen.
Forskningsområdet begyndte allerede i første halvdel af 1800-tallet, hvor Friedrich Wöhler i 1828 opdagede, at man kunne fremstille den organiske forbindelse urinstof ud fra uorganiske stoffer, ved en metode der har fået navnet Wöhlersyntese. Han gjorde dette ved at behandler sølvcyanat med ammoniumklorid i en simpel syntese i ét trin:
AgNCO + NH4Cl → (NH2)2CO + AgCl
Dette var en vigtig milepæl i kemi, da det var den første kan man kunne fremstille et stof, der ellers kundt var kendt som en biprodukt af levende processer. Siden er der sket udvikling og forbedring af syntetiske teknikker, analytiske metoder og forståelsen af kemisk reaktivitet.
En vigtig del af totalsyntese af naturprodukter er retrosyntetisk analyse, der involverer planlægning af en syntetisk rute for at få fat i slutproduktet ved at arbejde sig baglæns fra målet til at designe den mest effektive syntese fra simple råmaterialer. Kontrol over stereokemien er meget vigtig for at skabe den korrekte tredimensionelle opbygning af atomerne, således at molekylet får den rette funktionalitet. Reaktionerne Stereochemical control is crucial to ensure the correct three-dimensional arrangement of atoms, critical for the molecule's functionality. Reaktionsoptimering forbedrer udbytte, selektivitet og effektivitet af syntesen. Herefter skal reaktionerne opskalleres for at kunne lave kommerciel produktion.
Vincent du Vigneaud modtog nobelprisen i kemi i 1955 for totalsyntesen af de naturlige polypeptider oxytocin og vasopressin.
Elias James Corey modtog nobelprisen i 1990 for sin karriere hvor han havde arbejde med totalsyntese og retrosyntetisk analyse.